# کفن‌ها
کفن‌ها (به انگلیسی: The Shrouds) فیلمی رو به اکران از دیوید کراننبرگ است. در این فیلم بازیگرانی از جمله دیانه کروگر، ونسان کسل و گای پیرس حضور دارند.

## زمینه داستانی
در این فیلم که به‌عنوان «شخصی‌ترین فیلم کراننبرگ» توصیف شده‌است، کسل نقش کارش را برعهده دارد، بیوه‌ای غمگین که دستگاهی نوآورانه برای کمک به مردم در ارتباط با مردگان می‌سازد.

## بازیگران
- ونسان کسل در نقش کارش
- دیانه کروگر
- گای پیرس
- ساندریان هالت
- الیزابت ساندرز در نقش گری فونر
- جنیفر دیل در نقش میرنا اسلوتنیک
- اریک واینتال در نقش دکتر هافسترا
- استیو سویتسمن در نقش دکتر جری اکلر

## تولید
مفهوم فیلم در ابتدا به عنوان یک سریال نتفلیکس تنظیم شده بود و کراننبرگ دو قسمت آن را قبل از لغو برنامه نوشته بود. کراننبرگ گفته‌است که این فیلم بسیار «شخصی» و یک «خودزندگینامه» است.
سعید بن سعید و مارتین کاتز برای پروسپرو پیکچرز و اس بی اس اینترنشنال در کنار تهیه‌کننده استیو سولوموس فعالیت داشتند. فیلمبردار داگلاس کخ در کنار کارگردان هنری جیسون کلارک و طراح تولید کارول اسپایر برای این پروژه فعالیت کرد.

### انتخاب بازیگران
این پروژه برای اولین بار در ماه مه ۲۰۲۲ با حضور وینسنت کسل برای ایفای نقش اصلی معرفی شد. در سپتامبر ۲۰۲۲، لئا سیدو به بازیگران پیوست. در آوریل ۲۰۲۳، دیانه کروگر جایگزین سیدو شد و گای پیرس به جمع بازیگران پیوست. در آن ماه ساندریان هالت نیز به گروه بازیگران پیوست.

### فیلمبرداری
تصویربرداری اصلی در ۸ مه ۲۰۲۳ در تورنتو، کانادا آغاز شد. فیلمبرداری در ۱۹ ژوئن ۲۰۲۳ به پایان رسید.